# Piotr Bubec
Piotr Bubec (ur. 10 sierpnia 1982) – polski futsalista, zawodnik z pola, były reprezentant Polski, w latach 2014-2015 zawodnik Gwiazdy Ruda Śląska.
Piotr Bubec od początku swojej kariery związany był z Rekordem Bielsko-Biała. Na początku był zawodnikiem sekcji piłki nożnej Rekordu, następnie przeszedł do sekcji futsalu. Z Rekordem zdobył Puchar Polski w sezonie 2012/2013, na początku sezonu 2013/2014 zdobył Superpuchar Polski, a następnie pierwszy raz w historii klubu Mistrzostwo Polski. Po sezonie 2013/2014 odszedł z Rekordu. Bubec wystąpił także w czterech meczach reprezentacji Polski. Od początku sezonu 2014/2015 jest zawodnikiem Gwiazdy Ruda Śląska.